# جاك روس
جاك روس (بالإنجليزية: Jack Ross)‏ (و. 1976 – م) هو لاعب ومدرب كرة قدم، من إسكتلندا.

## التعليم
تعلم في جامعة هيريوت وات.

## روابط خارجية
- جاك روس على موقع قاعدة بيانات كرة القدم.إي يو (الإنجليزية)
- جاك روس على موقع Soccerbase.com (لاعب) (الإنجليزية)
- جاك روس على موقع Soccerway.com (الإنجليزية)